# Alston (Georgia)
Alston – miasto w Stanach Zjednoczonych, w stanie Georgia, w hrabstwie Montgomery.